# Sebastiano Antonio Tanara
Sebastiano Antonio Tanara (ur. 10 kwietnia 1650 w Rzymie, zm. 5 maja 1724 tamże) – włoski kardynał.

## Życiorys
Studiował prawo na uniwersytecie w Bolonii. W młodości wiele podróżował po Europie. Papież Klemens X w 1675 mianował go internuncjuszem we Flandrii (był nim do 1687). Pełniąc tę funkcję udał się z tajną misją do katolickiego króla Anglii Jakuba II w celu rekatolicyzacji tego kraju. W 1687 został wyświęcony na tytularnego arcybiskupa Damaszku, a w następnych latach był nuncjuszem w Kolonii (1687-90), Portugalii (1690-92) i Austrii (1692-95). W 1695 Innocenty XII kreował go kardynałem prezbiterem Santi Quattro Coronati. Uczestniczył w konklawe 1700. Wybrany wówczas papież Klemens XI mianował go prefektem Świętej Kongregacji Kościelnych Immunitetów. Był legatem w Urbino (1703-15) oraz opatem Nonantola. Kardynał biskup Frascati 1715-21. W marcu 1721 jako najstarszy rangą kardynał biskup rezydujący w Rzymie objął diecezję Ostia e Velletri wraz z funkcją dziekana Kolegium Kardynałów. Przewodniczył konklawe 1721. Podczas konklawe 1724 ciężko zachorował i zmarł jeszcze przed wyborem nowego papieża Benedykta XIII.